# Говорухін Сергій Станіславович
Сергій Станіславович Говорухін (нар. 1 вересня 1961, Харків, Українська РСР, СРСР — пом. 27 жовтня 2011, Москва, Росія) — російський кінорежисер, сценарист, продюсер і письменник.

## Біографія
Сергій Говорухін народився 1 вересня 1961 року в Харкові, в сім'ї режисера Станіслава Сергійовича Говорухіна і актриси Юнони Іллівни Карєвої. Дитинство і юність провів у м. Казань. В 1988 році закінчив сценарний факультет ВДІКу. Працював зварювальником, монтажником, будівельником на Крайній Півночі, виконроб.
З 1994 по 2005 рік як військовий кореспондент брав участь у бойових діях на території Таджикистану, Чечні, Афганістану та Югославії. Брав участь у 20 бойових і трьох спеціальних операціях. Удостоєний кількох бойових нагород. У 2000 році в парі з військовим кореспондентом Євгеном Кириченком недовгий час вів ток-шоу «Забутий полк» на телеканалі НТВ.
У 1994 році приступив до зйомок фільму про сучасні війни в Росії. У лютому 1995 року у Грозному при поверненні зі зйомок був обстріляний чеченськими бойовиками і отримав вогнепальне поранення, що призвело до ампутації ноги.
Дебютував художньо-публіцистичним фільмом «Прокляті і забуті» у співавторстві з Інною Ванеевою.
У 1996 році створив регіональну громадську організацію ветеранів-інвалідів міжрегіональних конфліктів у Таджикистані та Чечні. Обіймав посаду голови фонду ветеранів та інвалідів збройних конфліктів «Рокада».
Член Спілки письменників і Спілки кінематографістів Росії. Керівник Кінокомпанії «Післямова».
Входив до складу Ради при Президентові щодо сприяння розвитку інститутів громадянського суспільства та прав людини.

Могила Говорухіна і його матері на Троєкуровському кладовищі Москва

Автор збірок прози «Каламутний материк», «Ніхто, крім нас…», «Зі мною і без мене», "Прозорі ліси під Люксембургом", низки публікацій у центральній пресі та журналах.

### Смерть
Помер на 51-му році життя 27 жовтня 2011 року. Причиною смерті став інсульт, після якого Говорухін кілька днів перебував у комі. Похований 29 жовтня на Троєкуровському кладовищі в Москві.

### Сім'я
Батьки:
- Батько — Станіслав Сергійович Говорухін (1936—2018), кінорежисер, сценарист, актор.
- Мати — Юнона Іллівна Карева (уроджена Фрейдман, 1933—2013[5]), актриса і педагог.

Дружини:
- Перша дружина — ?
- Друга дружина — Інна.[6][7]
  - Станіслав (нар. 1990).[1][6][7]
- Третя дружина — Віра Царенко.[6][8]
  - Василь (нар. 1998).[1][6][7]

Варвара (нар. 2010), позашлюбна дочка.

## Фільмографія

### Режисерські роботи
1. 1997 — Прокляті і забуті
2. 2008 — Ніхто, крім нас…
3. 2011 — Земля людей[9][10]

### Сценарні роботи
1. 1997 — Прокляті і забуті
2. 2008 — Ніхто, крім нас…
3. 2011 — Земля людей

### Продюсерські роботи
1. 1997 — Прокляті і забуті
2. 2008 — Ніхто, крім нас…
3. 2011 — Земля людей[11]

## Книга
- Ніхто, крім нас… — М.: Молода гвардія, 2004 ISBN 5-235-02670-6
- Зі мною і без мене. — Київ: Наірі, 2008 ISBN 978-966-8838-22-4
- Прозорі ліси під Люксембургом. — М.: АСТ, 2010 ISBN 978-5-17-064823-8

## Нагороди та премії
Державні нагороди:
- Орден Мужності (1995)
- Медаль «За відвагу» (1998)[12]
- Подяка Президента Російської Федерації (30 Квітня 2008 року) — за великий внесок у розвиток інститутів громадянського суспільства та забезпечення захисту прав і свобод людини і громадянина[13]

Премія:
- Премія міста Москви в галузі літератури і мистецтва за фільм «Твір на тему, що минає»
- За фільм «Прокляті і забуті»:
  - 1998 — Гран-прі IX Відкритого фестивалю неігрового кіно «Росія» (Єкатеринбург)
  - 1999 — За кращий неігровий фільм — премія «Ніка»
- 2005 — премія «Золотий кадр» (Міжнародний фестиваль «Кінолітопис»
- За фільм «Ніхто, крім нас…»:
  - Фестиваль російського кіно «Вікно в Європу» — два призи «Срібна тура»
  - Приз Гільдії кінорежисерів Росії